# Luděk Vejmola
Luděk Vejmola (Vyškov, 3 novembre 1994) è un calciatore ceco, portiere del Prostějov.

## Carriera

### Club
Cresciuto nelle giovanili dello Slovácko, nel 2014 viene acquistato dal Vysočina Jihlava. Nel gennaio 2015 viene prestato al Kolín. Nell'estate 2015 torna al Vysočina Jihlava. Nel 2016 viene acquistato dal Mladá Boleslav.
Il 25 giugno 2020 è passato in prestito ai norvegesi dell'Haugesund.

### Nazionale
Ha debuttato con la Nazionale Under-20 il 12 ottobre 2013, nell'amichevole Turchia-Repubblica Ceca (0-0). Ha collezionato in totale, con la maglia della Nazionale Under-20, 4 presenze. Ha debuttato con la Nazionale Under-21 l'11 novembre 2016, in Portogallo-Repubblica Ceca (3-1). Viene inserito nella lista dei convocati per l'Europeo Under-21 2017.